# 7. ceremonia wręczenia Orłów
7. ceremonia wręczenia Orłów za rok 2004, miała miejsce 5 marca 2005 w Hotelu InterContinental w Warszawie. Ceremonię wręczenia nagród poprowadzili Zbigniew Zamachowski i Wojciech Malajkat.
Polskie Nagrody Filmowe zostały przyznane po ogłoszeniu nominacji w dniu 3 lutego w Hotelu InterContinental. Nagrody zostały wręczone w 16 kategoriach. O nominację do nagród tegorocznie ubiegała się najmniejsza liczba filmów w historii, jedynie 13. Był to jedyny przypadek, gdy liczba kategorii przewyższała liczbę ubiegających się o nagrodę filmów.
Najwięcej nominacji – po 10 – otrzymały trzy obrazy: Mój Nikifor Krzysztofa Krauzego, Pręgi Magdaleny Piekorz oraz Wesele Wojciecha Smarzowskiego. Wszystkie wyżej wymienione filmy nominowane zostały w kategorii najlepszy film. Cztery nominacje otrzymali twórcy filmu Ubu Król
.
Członkowie Polskiej Akademii Filmowej po raz pierwszy głosowali w nowej kategorii: najlepszy film europejski. Nominacje w tej kategorii otrzymały następujące filmy: Dziewczyna z perłą, hiszpańskie Złe wychowanie oraz rosyjski Powrót.
Zeszłoroczna laureatka Orła za najlepszą główną rolę kobiecą, Katarzyna Figura, również w tym roku otrzymała nominację, za rolę w filmie Ubu Król. Jest to czwarta nominacja aktorki do Polskich Nagród Filmowych (trzecia przyznana z rzędu w tej kategorii). Pozostałe nominowane w kategorii najlepsza główna rola kobieca, to: Agnieszka Grochowska za film Pręgi (pierwsza nominacja do nagrody) oraz Krystyna Feldman za rolę w filmie Mój Nikifor (Feldman jest już laureatką nagrody za najlepszą drugoplanową rolę kobiecą w filmie To ja, złodziej).
W kategorii najlepsza drugoplanowa rola kobieca nominowana została po raz czwarty Kinga Preis (łącznie to piąta nominacja aktorki, wraz z kategorią głównej roli kobiecej; Preis otrzymała dwie nagrody), tegorocznie za rolę w filmie Symetria. Kategorię zamykają Dorota Kamińska (nominacja za rolę w Pręgach) oraz Iwona Bielska (za film Wesele). Dla obu aktorek to pierwsze nominacje do nagród.
O nagrodę za najlepszą główną rolę męską, trzeci raz ubiega się Michał Żebrowski, tegorocznie nominowany za rolę w filmie Pręgi. Pozostali konkurenci w tej kategorii to: Marian Dziędziel (za film Wesele) oraz Jan Peszek (za rolę w filmie Ubu Król). Dla obu aktorów to pierwsze nominacje.
Zeszłoroczny laureat Orła za najlepszą drugoplanową rolę męską, Jan Frycz, również tegorocznie nominowany został w tej kategorii, za rolę w filmie Pręgi. Dla Frycza to łącznie piąta nominacja do Polskich Nagród Filmowych. Pozostali nominowani w tej kategorii, to: Borys Szyc, za rolę w Symetrii; Arkadiusz Jakubik, za film Wesele oraz Krzysztof Globisz, który wystąpił w obrazie Zerwany.
Piątą nominację do Orłów otrzymał operator filmowy Krzysztof Ptak, dwukrotny laureat nagrody. Siódmą nominację otrzymał dźwiękowiec Marek Wronko, natomiast jego kontrkandydat Nikodem Wołk-Łaniewski piątą.
Najwięcej nagród – po 6 – otrzymały dwa filmy: Wesele Wojciecha Smarzowskiego oraz Mój Nikifor Krzysztofa Krauzego. Pierwszy z wymienionych tytułów, odebrał nagrody w kategorii najlepszy film i reżyseria. Mój Nikifor otrzymał nagrody za najlepszy scenariusz oraz główną rolę kobiecą Krystyny Feldman. Film Pręgi pomimo dziesięciu nominacji, otrzymał jedną nagrodę – za drugoplanową rolę męską Jana Frycza, dla którego to druga nagroda otrzymana z rzędu w tej kategorii.
Nagrodę za najlepszą główną rolę męską otrzymał aktor Marian Dziędziel za rolę w filmie Wesele. Najlepszą drugoplanową rolę kobiecą zagrała Iwona Bielska, która również wystąpiła w filmie Smarzowskiego.
Nagrodę za najlepszy film europejski przyznano brytyjskiemu filmowi Dziewczyna z perłą w reżyserii Petera Webbera.
Podobnie jak Jan Frycz, operator filmowy Krzysztof Ptak odebrał drugą nagrodę z rzędu dla najlepszych zdjęć, tym razem w filmie Mój Nikifor. Dźwiękowiec Nikodem Wołk-Łaniewski za pracę nad tym samym obrazem, otrzymał trzecią statuetkę. Nagrodę za osiągnięcia życia przyznano Jerzemu Kawalerowiczowi.

## Laureaci i nominowani
Laureaci nagród wyróżnieni są wytłuszczeniem

### Najlepszy film
Reżyser / Producenci / Koproducenci – Film
- Wojciech Smarzowski / Anna Iwaszkiewicz, Dariusz Pietrykowski i Bartłomiej Topa – Wesele
  - Krzysztof Krauze / Juliusz Machulski – Mój Nikifor
  - Magdalena Piekorz / Krzysztof Zanussi, Iwona Ziułkowska i Włodzimierz Otulak / Waldemar Piątkowski, Zbigniew Kula i Marek Składanowski – Pręgi

### Najlepszy film europejski
Reżyser − Film • Kraj produkcji
- Peter Webber – Dziewczyna z perłą • Wielka Brytania / Luksemburg
  - Andriej Zwiagincew – Powrót • Rosja
  - Pedro Almodóvar – Złe wychowanie • Hiszpania

### Najlepsza reżyseria
- Wojciech Smarzowski − Wesele
  - Juliusz Machulski − Vinci
  - Krzysztof Krauze − Mój Nikifor

### Najlepszy scenariusz
- Krzysztof Krauze i Joanna Kos-Krauze − Mój Nikifor
  - Wojciech Kuczok − Pręgi
  - Juliusz Machulski − Vinci
  - Wojciech Smarzowski − Wesele

### Najlepsza główna rola kobieca
- Krystyna Feldman − Mój Nikifor
  - Agnieszka Grochowska − Pręgi
  - Katarzyna Figura − Ubu Król

### Najlepsza główna rola męska
- Marian Dziędziel − Wesele
  - Jan Peszek − Ubu Król
  - Michał Żebrowski − Pręgi

### Najlepsza drugoplanowa rola kobieca
- Iwona Bielska − Wesele
  - Kinga Preis − Symetria
  - Dorota Kamińska − Pręgi

### Najlepsza drugoplanowa rola męska
- Jan Frycz − Pręgi
  - Borys Szyc − Symetria
  - Arkadiusz Jakubik − Wesele
  - Krzysztof Globisz − Zerwany

### Najlepsze zdjęcia
- Krzysztof Ptak − Mój Nikifor
  - Arkadiusz Tomiak − Symetria
  - Marcin Koszałka − Pręgi

### Najlepsza muzyka
- Tymon Tymański − Wesele
  - Adrian Konarski − Pręgi
  - Paweł Mykietyn − Ono
  - Bartłomiej Gliniak − Mój Nikifor

### Najlepsza scenografia
- Magdalena Dipont − Mój Nikifor
  - Joanna Doroszkiewicz i Ewa Skoczkowska − Pręgi
  - Barbara Ostapowicz − Wesele

### Najlepsze kostiumy
- Magdalena Biedrzycka − Ubu Król
  - Dorota Roqueplo − Mój Nikifor
  - Magdalena Maciejewska − Wesele

### Najlepszy montaż
- Krzysztof Szpetmański − Mój Nikifor
  - Elżbieta Kurkowska − Ubu Król
  - Paweł Laskowski − Wesele

### Najlepszy dźwięk
- Nikodem Wołk-Łaniewski − Mój Nikifor
  - Marek Wronko − Nigdy w życiu!
  - Michał Żarnecki − Pręgi

### Nagroda publiczności
- Wesele, reż. Wojciech Smarzowski

### Nagroda za osiągnięcia życia
- Jerzy Kawalerowicz

## Podsumowanie ilości nominacji
(Ograniczenie do dwóch nominacji)
10 : Wesele, Pręgi, Mój Nikifor
4 : Ubu Król
3 : Symetria
2 : Vinci

## Podsumowanie ilości nagród
(Ograniczenie do dwóch nagród)
6 : Wesele, Mój Nikifor